# Аур (атолл)
А́ур (марш. Aur [ɑ̯ɑ͡ɒu̯u͡ɯrˠ], англ. Aur) — атолл в Тихом океане в составе цепи Ратак (Маршалловы Острова).

## География

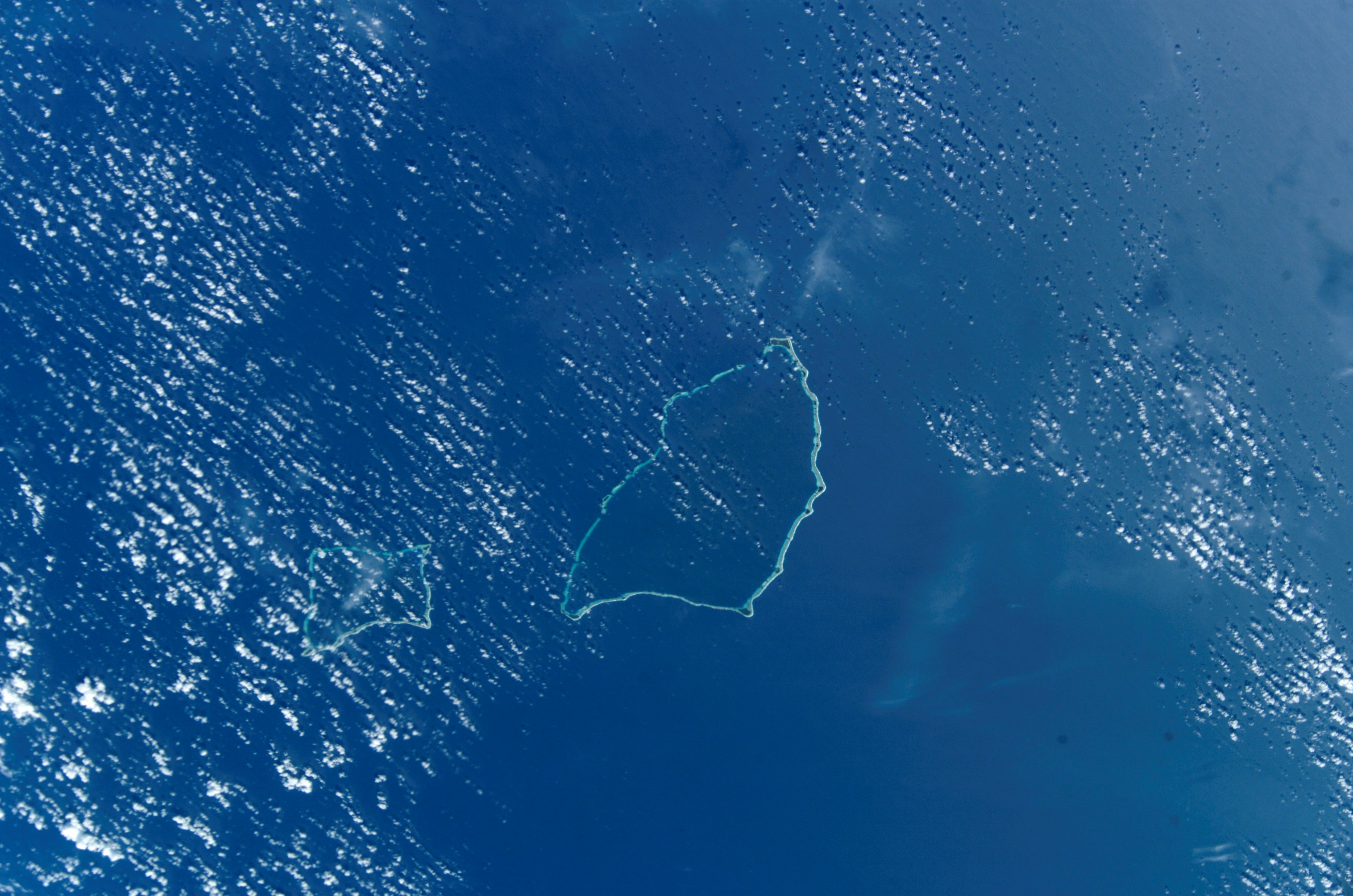
Атоллы Аур (слева) и Малоэлап (в центре)

Аур находится в югу от атолла Малоэлап. Ближайший материк, Австралия, расположен в 3800 км.
Остров имеет трапециевидную форму. Состоит из 43 островков, или моту, крупнейшие из которых Табал, Аур, Биген. Площадь сухопутной части Аура составляет 5,62 км², площадь лагуны — 239,78 км². Глубина лагуны в некоторых местах достигает 80 м. В двух местах она соединена с океаническими водами узкими проливами.
Остров покрыт густыми зарослями типичной для атоллов растительности, в том числе, кокосовыми пальмами.
Климат на Ауре тропический. Случаются разрушительные циклоны.

## История
Согласно мифологическим представлениям маршалльцев, остров был создан богом Лова.
Аур был впервые открыт европейцами 27 июня 1788 года. Это сделали британские путешественники Джон (Уильям) Маршалл и Томас Гилберт, которые назвали остров «Островом Иббетсона» (англ. Ibbetson's Is.).
Атолл был повторно открыт в 1817 году русским путешественником Отто Евстафьевичем Коцебу в ходе кругосветного плавания на бриге «Рюрик». 19 февраля, во время исследования атолла Малоэлап на юге была замечена цепочка не отмеченных на карте островов. 23 февраля «Рюрик» подошел к самому северному острову нового атолла, который Коцебу назвал «атоллом Маркиза Детраверз» в честь морского министра Российской империи адмирала Ивана Ивановича де Траверсе. На атолле находилась резиденция главного вождя, которому подчинялись вожди всех открытых ранее Коцебу атоллов цепи Ратак: Вотье, Эрикуб, Малоэлап, Утирик и др. Вождь находился в отлучке, так как собирал воинов для нападения на атолл Маджуро, жители которого разграбили атолл Вотье, убив при этом одного человека. Местные вожди Аура просили Коцебу остаться и помочь им в войне с Маджуро, однако путешественники отказались принимать участие в походе, но оставили местным жителям железное оружие — несколько копий и абордажных сабель. Коцебу отмечает, на островах атолла хорошо ухоженные обширные посадки кокосовых пальм, пандана и хлебных деревьев. Кроме того здесь росло много таро и была плантация бананов, редких на соседних островах. Через три дня, изучив и описав острова атолла, Коцебу отправился дальше.
Впоследствии мимо острова проплывало множество торговых и китобойных судов.
В 1860-х годах на Маршалловых островах стали появляться первые германские торговцы копрой, а в 1874 году Испания официально объявила о своих притязаниях на архипелаг. 22 октября 1885 года Маршалловы острова были проданы Испанией Германии, которая управляла архипелагом через Джалуитскую компанию. Официально германский протекторат над островами был установлен 13 сентября 1886 года. С 1 апреля 1906 года все острова архипелага были в составе Германской Новой Гвинеи, подчиняясь окружному офицеру Каролинских островов. В 1914 году Маршалловы острова были захвачены японцами. В 1922 году острова стали мандатной территорией Лиги Наций под управлением Японии. С 1947 года архипелаг стал частью Подмандатной территорией Тихоокеанские острова под управлением США. В 1979 году Маршалловы острова получил ограниченную автономию, а в 1986 году с США был подписан Договор о свободной ассоциации, согласно которому США признавали независимость Республики Маршалловы Островов. С тех пор Аур — часть Республики Маршалловы Острова.

## Население
В 2011 году численность населения Аура составляла 499 человек. Остров образует один из 33 муниципалитетов Маршалловых Островов. В нижней палате парламента страны (марш. Nitijela) Аур представляет один депутат.

## Города-побратимы
Аур имеет только один город-побратим:
- Таоюань, Тайвань